# Junkers Ju 188
Ju 188 er et tysk 2-motors bombefly bygget af Junkers flyfabrikken.
Junkers Ju 188 var tænkt som en forbedret udgave af et af Luftwaffes primære bombefly under 2. verdenskrig – nemlig Ju 88. Men da Ju 88 ligeledes blev videreudviklet og moderniseret under krigen, blev Ju 188 aldrig så udbredt som planlagt.
Efter krigen benyttede det franske og det britiske luftvåben i en kort periode enkelte Ju 188.
| Luftfart | Spire Denne artikel om flyvning er en spire som bør udbygges. Du er velkommen til at hjælpe Wikipedia ved at udvide den. |